# 물이끼과
물이끼과(Sphagnaceae)는 물이끼강에 속하는 이끼과의 하나이다. 현존하는 유일속 물이끼속에 속하는 약 350여 종의 이끼를 포함하고 있다. 산림물이끼(S. capillifolium), 톱니잎물이끼(S. fimbriatum), 물이끼(S. palustre) 등 350여 종으로 이루어져 있다. 고산 지대와 전이 지대 습지에서 주로 발견된다.

## 하위 속
- † Sphagnophyllites
- 물이끼속 (Sphagnum)